# Isaiah Frey
Isaiah Demetryst Frey (Roseville, 6 aprile 1990) è un giocatore di football americano statunitense che milita nel ruolo di cornerback per i Dallas Cowboys della National Football League (NFL). Fu scelto nel corso del sesto giro (184º assoluto) del Draft NFL 2012 dai Bears. Al college ha giocato a football all'Università del Nevada-Reno.

## Carriera professionistica

### Chicago Bears
Il 28 aprile 2012, Frey fu scelto nel corso del sesto giro del Draft 2012 dai Chicago Bears. Il 9 maggio il giocatore firmò un contratto quadriennale con la franchigia. Dopo aver intercettato un passaggio di David Carr nella terza gara di pre-stagione, Frey fu inserito nella squadra di allenamento dei Bears, dove rimase per tutta la stagione.
Dopo un ottimo training camp e l'infortunio del cornerback veterano Kelvin Hayden prima dell'inizio della stagione 2013, per il giocatore si spalancarono le porte del campo nel ruolo di nickel back. Frey debuttò come professionista nella settimana 1 della stagione 2013, mettendo a segno 3 tackle nella vittoria sui Cincinnati Bengals. La prima gara come titolare in carriera la disputò nella settimana 4 contro i Detroit Lions mettendo a referto 6 tackle e imponendosi come uno dei punti di forza della difesa dei Bears.

## Statistiche
| Partite totali             | 27  |
| Partite totali da titolare | 7   |
| Tackle                     | 74  |
| Sack                       | 0,0 |
| Intercetti                 | 0   |
| Fumble forzati             | 2   |